# 莉萨-玛丽亚·斯内克
莉萨-玛丽亚·斯内克（芬蘭語：Liisa-Maria Sneck，1968年11月10日—），芬兰女子冰球运动员，场上位置是守门员。她曾代表芬兰国家队参加1998年冬季奥林匹克运动会冰球比赛，获得一枚铜牌。